# SC Cambuur
SC Cambuur, kortweg Cambuur, is een professionele Nederlandse voetbalclub uit Leeuwarden. De club is opgericht in 1964 ter vervanging van het naar de amateurs teruggekeerde VV Leeuwarden. SC Cambuur speelt in de kleuren geel en blauw. De thuiswedstrijden werden afgewerkt in het Cambuurstadion, dat een capaciteit had van 10.250. In de zomer van 2024 verhuisde de club naar het nieuwe Kooi Stadion, wat plaats biedt aan circa 15.000 toeschouwers. De club wist in haar bestaan viermaal te promoveren naar de Eredivisie, echter is het in 2023 weer gedegradeerd en speelt het vanaf seizoen 2023/24 weer in de Keuken Kampioen Divisie.

## Geschiedenis
In 1964 werd SC Cambuur als profclub opgericht ter vervanging van het naar de amateurs teruggekeerde VV Leeuwarden. Initiatiefnemer om een nieuwe club te stichten was Sietse Westra, die van 1964 tot 1969 ook de manager van de club was. Al meteen in het eerste jaar wist de nieuw opgerichte club promotie naar de Eerste divisie af te dwingen.
Het eerste seizoen in de Eredivisie (1992/93) eindigde Cambuur op de veertiende plaats. Het Eredivisieavontuur duurde echter kort, want het seizoen daarop eindigde de club uit Leeuwarden op de achttiende plaats, wat degradatie naar de Eerste divisie betekende. In 1998 maakte Cambuur via de nacompetitie de terugkeer naar de Eredivisie en ook dit avontuur duurde twee jaar.
Sindsdien speelde Cambuur dertien jaar lang in de Eerste divisie, waar het zowel sportief als financieel veel problemen kende. Het eerste seizoen dat de club weer in de Eerste divisie speelde, eindigde het als vierde. Vervolgens ging het op sportief en financieel gebied bergafwaarts. Een faillissement dreigde voor de club, maar dit werd ternauwernood voorkomen. Het dieptepunt kende Cambuur in het seizoen 2007/08, toen de club als zeventiende eindigde. Daarna kwam de ommekeer.
Wegens een dreigend faillissement in 2006 is het Cambuurstadion als onderpand gebruikt voor de zogenaamde ´Old boys´ die in ruil daarvoor garant gingen staan voor de schuld van de club. Hiermee is het faillissement voorkomen. Bij verkoop van het stadion wordt de schuld weggewerkt. Sindsdien worden de ´Old boys´, vijf Leeuwarder zakenlieden maar bovenal vrienden en fervent Cambuursupporters, gezien als dé redders van de club. Dit waren Wiebrand van der Meer, Jan Riedstra, Klaas Buwalda, Wim Sleijfer en Dirk Hoekstra, ook wel de Bierhuisgroep genoemd, daar de vier vrienden elkaar regelmatig in het gelijknamige café in het centrum van Leeuwarden ontmoetten. De bijnaam ´Old Boys´ hebben de heren gekregen als verwijzing naar het zogenaamde Old boys network. Zij stelden in 2006 een nieuwe algemeen directeur aan: Alex Pama kwam vanuit de Verenigde Staten naar Leeuwarden. Onder zijn leiding maakte de club een opmars op sportief gebied, maar financieel bleef het moeizaam gaan na de surseance van betaling. In januari 2011 werd Pama vanwege de financiële wanorde ontslagen. Cambuur was wederom in financieel zwaar weer beland door het uitblijven van de Leyten (stadion verkoop) gelden. Gerald van den Belt, in 2009 door de RvC aangesteld als financieel directeur, werd benoemd als Algemeen Directeur. Van den Belt saneerde de schulden grotendeels en zorgde ervoor dat Cambuur financieel weer redelijk gezond werd.
In de daaropvolgende seizoenen eindigden de Leeuwarders in de top van de Eerste divisie. Nadat het via de nacompetitie in die periode een aantal keer net niet promoveerde, werd de Leeuwarder club in het seizoen 2012/13 kampioen van de Eerste divisie. Daarmee dwong het directe promotie naar de Eredivisie af.
Op dinsdag 1 april 2014 kwam een groep van 150 supporters bij het stadion, waarvan 30 het stadion binnendrongen, omdat zij vonden dat hun trainer Lodeweges, die had gezegd het volgende seizoen bij rivaal sc Heerenveen te gaan werken, weg moest. Hij werd opgevolgd door Henk de Jong. Met de Jong werd Cambuur in het seizoen 2014/15 twaalfde in de Eredivisie. Dit deed het met elf zeges, 41 punten en 46 doelpunten, alle drie nieuwe clubrecords. Zowel de eindklassering als de beperking van het aantal nederlagen (vijftien) in de Eredivisie waren evenaringen van clubrecords.. Op dinsdag 9 februari 2016 kondigde Henk de Jong zijn vertrek als hoofdtrainer aan. Op 1 mei 2016 degradeerde Cambuur uit de Eredivisie. Dit werd die dag middels een met 6-2 verloren wedstrijd uit bij PSV definitief. Daarmee kwam een einde aan een periode van drie seizoenen achter elkaar op het hoogste niveau, de langste in de geschiedenis van Cambuur.
Het seizoen 2016/17 was nog amper begonnen of Marcel Keizer maakte bekend dat hij naar Ajax ging waar hij trainer zou worden van Jong Ajax dat net als Cambuur uit kwam in de Eerste divisie. Een paar weken later werd Rob Maas gepresenteerd die een zeer teleurstellend seizoen bij Vitesse achter de rug had. Onder leiding van Maas kende Cambuur een zeer stroeve start van de competitie. In oktober werd hij dan ook ontslagen en naar aanleiding daarvan stapte technisch directeur Henry van der Vegt ook op.
Al snel werd bekend dat Gerald van den Belt terug zou keren als technisch en financieel directeur. In eerste instantie was van den Belt gehaald voor het nieuwe stadion. Assistent trainers Sipke Hulshoff en Arne Slot namen de functie van hoofdtrainer op zich. Onder leiding van het duo vond Cambuur de weg naar boven en behaalde het twee historische overwinningen op Ajax en FC Utrecht, waarmee Cambuur zich voor het eerst in de clubhistorie plaatste voor de halve finale van de KNVB Beker. Hierin was AZ na strafschoppen te sterk voor de ploeg van Hulshof en Slot. 
In het seizoen 2019/20 eindigde Cambuur op de eerste plaats, maar werd het seizoen nietig verklaard door de KNVB wegens de coronacrisis. Het opvolgende seizoen van 2020/21 werd de officiële kampioenstitel alsnog behaald met vijtien punten voorsprong op de nummer twee. Cambuur schreef geschiedenis in de Eerste Divisie, met in totaal 92 punten en drie periodetitels in een seizoen.
Robert Muhren werd topscoorder met maar liefst 38 doelpunten
In het seizoen 2022/23 schreef Cambuur geschiedenis door op 1 oktober 2022 voor het eerst in de clubhistorie een wedstrijd van PSV te winnen. De Leeuwarders wonnen, in eigen stadion, met 3-0 van de toenmalige koploper.

## Erelijst
- 1965: Kampioen Tweede divisie
- 1992: Kampioen Eerste divisie
- 2013: Kampioen Eerste divisie
- 2021: Kampioen Eerste divisie

## Clubcultuur

### Naam

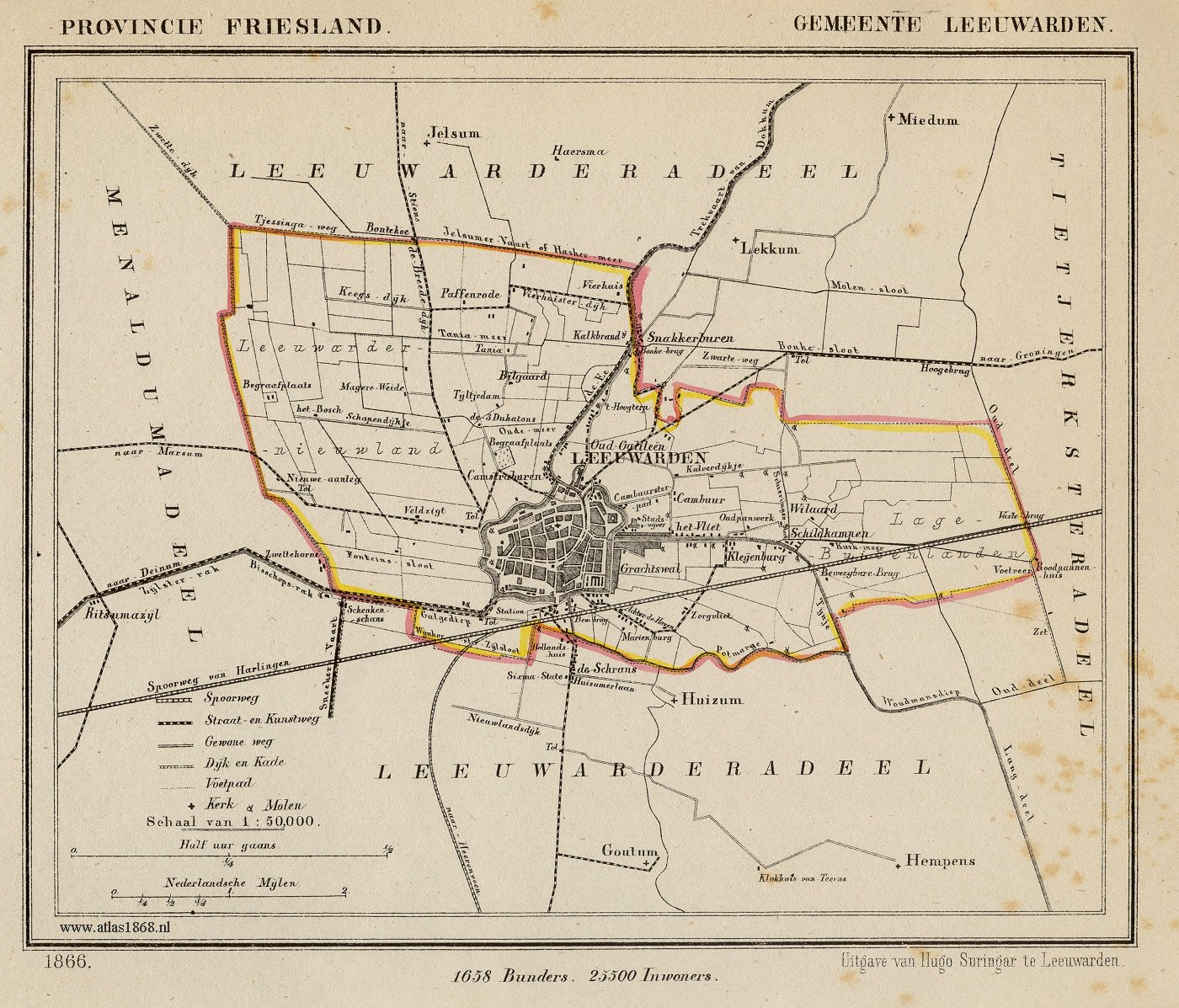
Cambuur en het Cambuursterpad liggen ten oosten van het centrum van Leeuwarden op deze kaart uit 1866

De naam SC Cambuur komt voort uit de naam van de wijk waar het vorige sportpark was gelegen: de Cambuursterhoek, ook wel het Cambuurkwartier genoemd. De wijk is op haar beurt vernoemd naar de middeleeuwse adellijke familie de Van Cammingha's, die hun burcht hadden op de plek waar het stadion stond. Het clubembleem van SC Cambuur is een gemoderniseerde variant van het familieschild van de Van Cammingha's, verwijzend naar de rijke historie van zowel de naam als de locatie.

### Logo
Het clubwapen is als volgt te omschrijven: een geel wapenschild met een liggend rood hert, de voorpoten uitgestrekt. Vergezeld met drie zwarte kammen met elk twee rijen tanden: twee kammen van boven en één kam van onderen. De kammen in het schild zijn zogenaamde sprekende wapens, oftewel wapens waarvan de afbeelding verwijst naar de naam van de drager ervan.

### Tenue
Het tenue van SC Cambuur bestaat uit een geel shirt, blauwe broek en gele kousen. Geel en blauw zijn de kleuren van de stad Leeuwarden. De Leeuwarder vlag bestaat uit vier horizontale banen: blauw, geel, blauw en geel.

### Supporters
Leeuwarden heeft een fanatieke supportersschare. SC Cambuur beschikt, net als veel andere Nederlandse volksclubs, over een harde kern, de MI-side. Deze side is door enkele fanatieke Cambuursupporters in 1979 opgericht. De naam MI-side komt voort uit de beide straatnamen aan de korte zijdes van het stadion, M voor Marathonstraat (huidige Coopmansstraat) en I voor Insulindestraat. In de begintijden verhuisde de side iedere helft van tribune, zodat ze iedere keer van achter het doel van de tegenstander hun team konden aanmoedigden. Later verbleef de MI-side alleen nog op de, toen nog, overdekte zuidelijke sta-tribune. Midden jaren 90, na de verbouw van het stadion, situeerde een kleine groep van de MI-side zich op de nieuwe noordelijke overdekte zittribune, alwaar de side uitgroeide tot wat die nu is.

### Muziek

#### Clublied
Het onofficiële clublied van SC Cambuur is 't Woanskip van Leeuwarder zangeres Anneke Douma, die het origineel van Irish Stew uit 1983 coverde. Begin jaren 90 werd het lied door enkele Cambuursupporters geadopteerd. Sindsdien wordt het door de supporters als onofficieel clublied gezongen, vaak net voor de wedstrijd en bij iedere goal van SC Cambuur. 't Woanskip is vergelijkbaar met clubliederen als 'I'm gonna be (500 miles)' van Hibernian FC en 'I'm Forever Blowing Bubbles' van West Ham United: door het zingen van 't Woanskip identificeren de supporters van SC Cambuur zich met hun club.

## Stadion

### Cambuurstadion

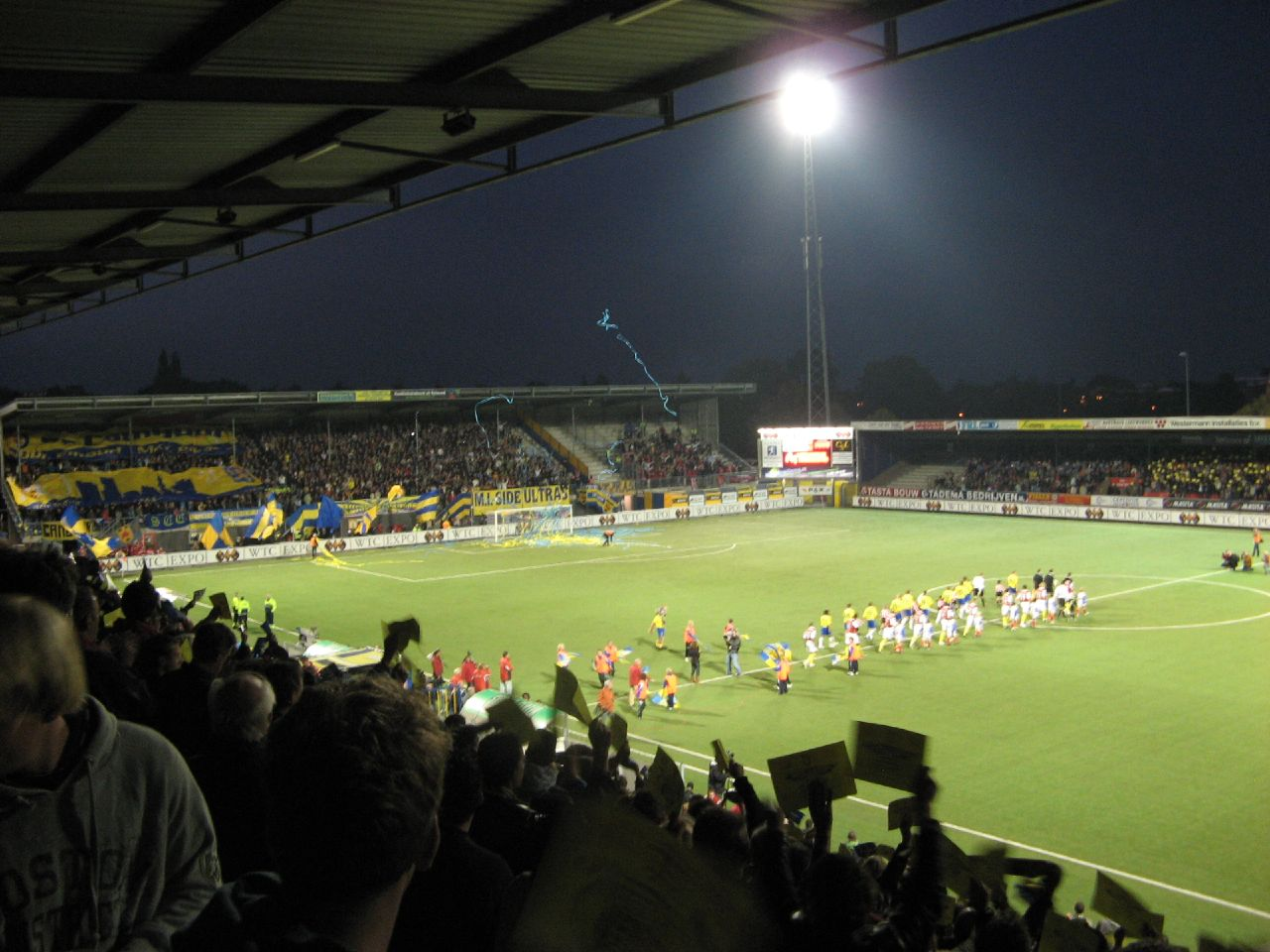
Vol stadion bij SC Cambuur - AZ Alkmaar (KNVB Beker 2007/08)

SC Cambuur had met het stadion aan het Cambuurplein een van de grootste stadions in de Eerste divisie en is gebouwd in Engelse stijl, met vier overdekte tribunes.
Het stadion dateert van 1936. Op 12 september 1936 wordt het Gemeentelijk Sportpark Cambuur officieel in gebruik genomen. Op dat moment was er op de sportvelden en parkeerfaciliteiten na, alleen een hoofdtribune. In 1949 komen daar twee onoverdekte staantribunes en 1 onoverdekte zittribune bij, waarmee de capaciteit van het stadion is toegenomen tot 14.000 toeschouwers. In 1961 wordt de lichtinstallatie in gebruik genomen, een unicum voor die tijd. Niet voor niets is Philips Sport Vereniging (PSV) de tegenstander van VV Leeuwarden in de openingswedstrijd.
In 1980 worden twee overdekte tribunes gebouwd. De onoverdekte staantribune aan de zuidzijde -korte zijde- aan de Insulindestraat, wordt vervangen door een overdekte staantribune. Deze is vanaf die dag betere bekend als de Zuid-tribune. De onoverdekte staantribune aan de oostzijde – lange zijde – wordt vervangen door een overdekte zittribune. Deze wordt vanaf toen de Oost-tribune genoemd. Van het oorspronkelijke stadion is dan alleen nog de hoofdtribune bewaard gebleven. Deze is in 1995 vervangen door een nieuwe overdekte zittribune (over de hele lengte), die vanaf die dag beter bekendstaat als West-tribune. Daarnaast is de onoverdekte staantribune aan de noordzijde (korte zijde, aan de voormalige Marathonstraat) vervangen door een overdekte zittribune. Vanaf 1994 zijn er geen ingrijpende wijzigingen geweest in het Cambuurstadion. Het stadion heeft op dat moment een capaciteit voor 13.500 supporters.
Tussen 2003 en 2006 zijn gefaseerd de rode en witte stoeltjes op de West- en Noordtribune vervangen door gele en blauwe stoeltjes.
Jarenlang voetbalde SC Cambuur op een echt grasveld. In de loop der jaren werd de kwaliteit van het gras echter steeds slechter. De club probeerde dit probleem te verhelpen via een nieuw drainagesysteem. Toch werd in 2005 voor kunstgras gekozen. Het kunstgras heeft Cambuur echter niet gebracht wat was gehoopt, en na klachten van spelers en problemen met de kwaliteit werd in 2008 besloten om het kunstgras weer te vervangen door `regulier´ gras. Vanaf de start van seizoen 2008/09 speelt Cambuur weer op een gewone grasmat.
In de zomer van 2009 werd het uitvak verplaatst van de Noord- naar de Oost-tribune, waarmee per 7 augustus 2009 het aantal permanente zitplaatsen op 10.400 kwam. Tijdens de play-offwedstrijden in het seizoen 2008/09 speelde Cambuur viermaal in twee weken tijd voor een volledig uitverkocht stadion. De club koos ervoor om een noodtribune voor de West-tribune te zetten, waardoor de capaciteit tijdelijk op 10.500 plaatsen kwam.

### Kooi Stadion
In juni 2009 presenteerde SC Cambuur plannen aan de gemeente Leeuwarden voor de bouw van een nieuw stadion achter de WTC Expo (de voormalige Frieslandhallen). Dit stadion zou in eerste instantie een capaciteit krijgen voor 12.000 toeschouwers, maar er was ook voorzien in een eerste uitbreiding (of bij promotie een directe optie) met een capaciteit van 16.000 toeschouwers. Het was de bedoeling dat het nieuwe stadion in gebruik werd genomen in de loop van 2013, maar dit plan ging uiteindelijk niet door. Op 3 mei 2013 werd SC Cambuur kampioen in de Jupiler League waardoor de club na 13 jaar weer in de Eredivisie ging spelen.
Op 2 november 2013 maakt Cambuur de hernieuwde plannen voor een nieuw stadion bekend, met een kostenplaatje van €25 miljoen en een geplande oplevering in 2016. Het stadion, nog steeds voorzien achter het WTC-complex, zou een capaciteit krijgen van 15.000 toeschouwers. Op 14 maart 2014 tekenden wethouder en locoburgemeester Henk Deinum van de gemeente Leeuwarden en voorzitter Ype Smid van SC Cambuur een intentieovereenkomst. "Dit is een bevestiging van de wens van Cambuur om tot verdere stadionontwikkeling te komen", zei Ype Smid. "Het businessplan dat wij vorig jaar ingediend hebben wordt nu verder getoetst." Het streven van Cambuur was dat het nieuwe stadion in 2017 gerealiseerd was, wat echter niet gebeurde. In mei 2016 degradeerde SC Cambuur na drie seizoenen uit de Eredivisie.
Op 17 juli 2017 werd bekend dat de gemeenteraad van Leeuwarden unaniem hadden ingestemd met de bouw van het nieuwe Cambuurstadion. Het nieuwe stadion zou naar verwachting in april 2022 gereed zijn. Terugtrekking van de projectontwikkelaar zorgde opnieuw voor vertraging, waarbij uitgegaan werd van minimaal een halfjaar. Op donderdag 30 juni 2022 werd de "eerste technische" paal geslagen voor de bouw van het stadion. Een week later werd de "eerste officiële" paal geslagen. Op 13 december 2022 werd bekend dat de ingebruikname wederom vertraging had opgelopen. Als nieuwe verwachte oplevering werd de periode tussen december 2023 en het voorjaar van 2024 genoemd. Uiteindelijk werd op 18 augustus 2024, ondanks enkele kleine onvoltooide werkzaamheden, de eerste officiële wedstrijd in het nieuwe stadion gespeeld.

## Organisatie
| Raad van Commissarissen |           |                     |      |
| Bert Hollander          | Nederland | Commissaris         | 2018 |
| Marc Plomp              | Nederland | Commissaris         | 2023 |
| Erik van der Waard      | Nederland | Commissaris         | 2022 |
| Ide Jan Woltman         | Nederland | Commissaris         | 2023 |
| Directie                |           |                     |      |
| Ard de Graaf            | Nederland | Algemeen directeur  | 2015 |
| Lars Lambooij           | Nederland | Technisch directeur | 2024 |

Laatste update: 23 april 2025

## Eerste elftal

### Selectie
| Doelmannen    |                    |            |      |                               |
| 1             | Thijs Jansen       | Nederland  | 2027 | Feyenoord                     |
| 21            | Jasper Meijster    | Nederland  | 2027 | FC Groningen                  |
| Verdedigers   |                    |            |      |                               |
| 2             | Diyae Jermoumi     | Marokko    | 2026 | Jong Ajax                     |
| 3             | Jorn Berkhout      | Nederland  | 2028 | Jong AZ                       |
| 4             | Ismaël Baouf       | Marokko    | 2028 | RSCA Futures                  |
| 6             | Jamal Amofa        | Nederland  | 2027 | Botev Plovdiv                 |
| 16            | Rik Mulders        | Nederland  | 2028 | FC Den Bosch                  |
| 22            | Tomas Galvez       | Finland    | huur | Manchester City               |
| 24            | Toni Jonker        | Nederland  | 2026 | Eigen jeugd                   |
| 25            | Bram Marsman       | Nederland  | 2026 | FC Twente / Heracles Academie |
| Middenvelders |                    |            |      |                               |
| 8             | Nicky Souren       | Nederland  | 2027 | MVV Maastricht                |
| 10            | Mark Diemers       | Nederland  | 2026 | AEK Larnaca                   |
| 14            | Jort van der Sande | Bonaire    | 2027 | Dundee United                 |
| 17            | Matthias Nartey    | Nederland  | 2027 | Eigen jeugd                   |
| 18            | Tony Rölke         | Duitsland  | 2026 | Hertha BSC                    |
| 20            | Daan Visser        | Nederland  | 2026 | Eigen jeugd                   |
| Aanvallers    |                    |            |      |                               |
| 7             | Remco Balk         | Nederland  | 2026 | FC Utrecht                    |
| 9             | Kian Visser        | Nederland  | 2026 | Harkemase Boys                |
| 11            | Oscar Sjöstrand    | Zweden     | 2028 | Sandvikens IF                 |
| 13            | Nicolas Binder     | Oostenrijk | 2027 | Austria Klagenfurt            |
| 19            | Iwan Henstra       | Nederland  | 2026 | Eigen jeugd                   |
| 27            | Wiebe Kooistra     | Nederland  | 2027 | Eigen jeugd                   |
| 30            | Yoram van der Veen | Nederland  | 2026 | Eigen jeugd                   |

Laatste update: 12 augustus 2025

### Staf
| Naam            | Nationaliteit | Functie           | Sinds | Contract | Vorige club     |
| --------------- | ------------- | ----------------- | ----- | -------- | --------------- |
| Technische staf |               |                   |       |          |                 |
| Henk de Jong    | Nederland     | Hoofdtrainer      | 2023  | 2027     | De Graafschap   |
| Rik Reinsma     | Nederland     | Assistent-trainer | 2024  | 2027     |                 |
| Edwin de Graaf  | Nederland     | Assistent-trainer | 2025  | 2027     | Al-Nasr SC      |
| Timo Plattel    | Nederland     | Keeperstrainer    | 2025  | 2027     | Jong FC Utrecht |
| Niels Dissel    | Nederland     | Teammanager       |       |          |                 |

Laatste update: 20 augustus 2025

## Overzichtslijsten

### Eindklasseringen sinds 1965
- 1965 1e
Tweede divisie A
- 1966 9e
Eerste divisie
- 1967 4e
Eerste divisie
- 1968 9e
Eerste divisie
- 1969 4e
Eerste divisie
- 1970 9e
Eerste divisie
- 1971 4e
Eerste divisie
- 1972 8e
Eerste divisie
- 1973 7e
Eerste divisie
- 1974 11e
Eerste divisie
- 1975 13e
Eerste divisie
- 1976 11e
Eerste divisie
- 1977 10e
Eerste divisie
- 1978 12e
Eerste divisie
- 1979 15e
Eerste divisie
- 1980 5e
Eerste divisie
- 1981 9e
Eerste divisie
- 1982 11e
Eerste divisie
- 1983 5e
Eerste divisie
- 1984 4e
Eerste divisie
- 1985 9e
Eerste divisie
- 1986 19e
Eerste divisie
- 1987 3e
Eerste divisie
- 1988 12e
Eerste divisie
- 1989 11e
Eerste divisie
- 1990 11e
Eerste divisie
- 1991 11e
Eerste divisie
- 1992 1e
Eerste divisie
- 1993 14e
Eredivisie
- 1994 18e
Eredivisie
- 1995 7e
Eerste divisie
- 1996 6e
Eerste divisie
- 1997 2e
Eerste divisie
- 1998 2e
Eerste divisie
- 1999 15e
Eredivisie
- 2000 17e
Eredivisie
- 2001 4e
Eerste divisie
- 2002 7e
Eerste divisie
- 2003 11e
Eerste divisie
- 2004 17e
Eerste divisie
- 2005 9e
Eerste divisie
- 2006 15e
Eerste divisie
- 2007 12e
Eerste divisie
- 2008 18e
Eerste divisie
- 2009 3e
Eerste divisie
- 2010 2e
Eerste divisie
- 2011 5e
Eerste divisie
- 2012 7e
Eerste divisie
- 2013 1e
Eerste divisie
- 2014 12e
Eredivisie
- 2015 12e
Eredivisie
- 2016 18e
Eredivisie
- 2017 3e
Eerste divisie
- 2018 8e
Eerste divisie
- 2019 10e
Eerste divisie
- 2020 1e
Eerste divisie
- 2021 1e
Eerste divisie
- 2022 9e
Eredivisie
- 2023 17e
Eredivisie
- 2024 13e
Eerste divisie
- 2025 3e
Eerste divisie

In elke staaf van de grafiek staat van boven naar beneden vermeld: 
- Eindnotering

Dit is de positie die de club heeft bereikt in de competitie, zonder eventuele beslissings-, play-off- of nacompetitiewedstrijden die nodig zijn geweest om bijvoorbeeld de kampioen van de competitie te bepalen.
Indien een * achter het getal staat is de notering een tussenstand en kan het zijn dat de notering niet overeenkomt met de uiteindelijke eindstand van de competitie.
Staat er een - dan is het seizoen nog bezig en is er geen definitieve uitslag bekend.
Staat er xx op de positie van de notering, dan heeft de club vroegtijdig de competitie verlaten. Dit kan onder andere komen door terugtrekking van het team, faillissement van de club of door een uitgedeelde straf van de KNVB. In veel gevallen staat elders in het artikel de reden vermeld.
Staat er een ? dan is het resultaat uit het verleden onbekend, en is alleen de competitie of het niveau bekend van dat seizoen.
In de seizoenen 2019/20 en 2020/21 werd wegens de coronacrisis het amateurvoetbal afgebroken. Daardoor kennen deze staven geen eindklassering (middels -- weergegeven).
- Competitieniveau en afdelingsletter of Officiële eindstand Eredivisie
  - Competitieniveau en afdelingsletter

Hierbij geeft het getal het niveau weer, dat ook terug te vinden is in de legenda. De letter is de afdelingsaanduiding en wordt gebruikt wanneer er meer afdelingen zijn op hetzelfde niveau. De afdelingsletter is altijd een hoofdletter en wordt meestal zonder nummer gebruikt.
Voorbeeld: 2F is niveau 2e klasse competitie F.
Het competitieniveau en nummer wordt niet vermeld wanneer er slechts één competitie van dit niveau was.
  - Officiële eindstand Eredivisie (getal staat tussen haakjes vermeld)

Sinds de introductie van play-offwedstrijden voor Europees voetbal na afloop van de reguliere competitie in 2005/06, is de KNVB verplicht een eindstand van de Eredivisie door te geven aan de UEFA aan de hand van deze play-offwedstrijden.
Bij deze eindstand staan clubs die zich hebben gekwalificeerd voor Europees voetbal hoger dan clubs die zich niet wisten te kwalificeren. Indien er geen verschil was tussen de eindnotering en de officiële eindstand, staat dit getal niet vermeld.

- Onderafdeling

Hier staat afgekort de naam van de onderafdeling indien de club in dat jaar in een onderafdeling uitkwam. Tevens staat deze afkorting in de legenda en wordt gelinkt naar het artikel over deze onderafdeling. Deze afkorting wordt alleen vermeld wanneer de club in het verleden in verschillende onderafdelingen heeft gespeeld. Deze vermelding is in de staaf altijd in kleine letters. Deze onderafdelingen zijn na het seizoen 1995/96 afgeschaft. Heeft de club in slechts één onderafdeling gespeeld, dan is dit alleen terug te vinden in de legenda.
Onder de staaf staat het jaartal vermeld waarin het seizoen is afgesloten. 15 verwijst naar het seizoen 2014/15 of eventueel het seizoen 1914/15.
Wanneer een staaf leeg is, zijn deze gegevens niet bekend. Het kan ook zijn dat de club dat seizoen niet heeft meegespeeld op het hogere amateurniveau, vroegtijdig de competitie heeft verlaten of uit de competitie is gezet.

In het seizoen 1944/45 was er wegens de Tweede Wereldoorlog geen regulier competitievoetbal.
- Eredivisie
- Eerste divisie
- Tweede divisie

- 1964 – 1989: SC Cambuur
- 1989 – 2007: Cambuur Leeuwarden
- 2007 – 2009: SC Cambuur Leeuwarden
- 2009 – heden: SC Cambuur

### Seizoensoverzichten
| Resultaten van SC Cambuur sinds de toetreding in het betaald voetbal in 1964 | Resultaten van SC Cambuur sinds de toetreding in het betaald voetbal in 1964 | Resultaten van SC Cambuur sinds de toetreding in het betaald voetbal in 1964 | Resultaten van SC Cambuur sinds de toetreding in het betaald voetbal in 1964 | Resultaten van SC Cambuur sinds de toetreding in het betaald voetbal in 1964 | Resultaten van SC Cambuur sinds de toetreding in het betaald voetbal in 1964 | Resultaten van SC Cambuur sinds de toetreding in het betaald voetbal in 1964 | Resultaten van SC Cambuur sinds de toetreding in het betaald voetbal in 1964 | Resultaten van SC Cambuur sinds de toetreding in het betaald voetbal in 1964 | Resultaten van SC Cambuur sinds de toetreding in het betaald voetbal in 1964 | Resultaten van SC Cambuur sinds de toetreding in het betaald voetbal in 1964 | Resultaten van SC Cambuur sinds de toetreding in het betaald voetbal in 1964 | Resultaten van SC Cambuur sinds de toetreding in het betaald voetbal in 1964                              |
| Seizoen                                                                      | Competitie                                                                   | Competitie                                                                   | Competitie                                                                   | Competitie                                                                   | Competitie                                                                   | Competitie                                                                   | Competitie                                                                   | Competitie                                                                   | Competitie                                                                   | Kwalificatie                                                                 | KNVB Beker                                                                   | Bijzonderheid                                                                                             |
| Seizoen                                                                      | Divisie                                                                      | GW                                                                           | W                                                                            | G                                                                            | V                                                                            | PNT                                                                          | DV                                                                           | DT                                                                           | POS                                                                          | Kwalificatie                                                                 | KNVB Beker                                                                   | Bijzonderheid                                                                                             |
| ---------------------------------------------------------------------------- | ---------------------------------------------------------------------------- | ---------------------------------------------------------------------------- | ---------------------------------------------------------------------------- | ---------------------------------------------------------------------------- | ---------------------------------------------------------------------------- | ---------------------------------------------------------------------------- | ---------------------------------------------------------------------------- | ---------------------------------------------------------------------------- | ---------------------------------------------------------------------------- | ---------------------------------------------------------------------------- | ---------------------------------------------------------------------------- | --- |
| 1964/65                                                                      | Tweede divisie A                                                             | 30                                                                           | 18                                                                           | 8                                                                            | 4                                                                            | 44                                                                           | 63                                                                           | 29                                                                           | 1e                                                                           | Rechtstreekse promotie                                                       | 1e ronde                                                                     | Leeuwarden verandert haar naam naar SC Cambuur.                                                           |
| 1965/66                                                                      | Eerste divisie                                                               | 28                                                                           | 9                                                                            | 7                                                                            | 12                                                                           | 25                                                                           | 52                                                                           | 61                                                                           | 9e                                                                           | –                                                                            | Groepsfase                                                                   | – |
| 1966/67                                                                      | Eerste divisie                                                               | 38                                                                           | 17                                                                           | 13                                                                           | 8                                                                            | 47                                                                           | 59                                                                           | 41                                                                           | 4e                                                                           | –                                                                            | 1e ronde                                                                     | – |
| 1967/68                                                                      | Eerste divisie                                                               | 36                                                                           | 14                                                                           | 10                                                                           | 12                                                                           | 38                                                                           | 46                                                                           | 40                                                                           | 9e                                                                           | –                                                                            | Groepsfase                                                                   | – |
| 1968/69                                                                      | Eerste divisie                                                               | 34                                                                           | 17                                                                           | 7                                                                            | 10                                                                           | 41                                                                           | 50                                                                           | 40                                                                           | 4e                                                                           | –                                                                            | 1e ronde                                                                     | – |
| 1969/70                                                                      | Eerste divisie                                                               | 34                                                                           | 9                                                                            | 14                                                                           | 11                                                                           | 32                                                                           | 41                                                                           | 43                                                                           | 9e                                                                           | –                                                                            | 1e ronde                                                                     | – |
| 1970/71                                                                      | Eerste divisie                                                               | 30                                                                           | 13                                                                           | 10                                                                           | 7                                                                            | 36                                                                           | 43                                                                           | 34                                                                           | 4e                                                                           | –                                                                            | 3e ronde                                                                     | – |
| 1971/72                                                                      | Eerste divisie                                                               | 40                                                                           | 15                                                                           | 12                                                                           | 13                                                                           | 42                                                                           | 48                                                                           | 40                                                                           | 8e                                                                           | –                                                                            | Geen deelname                                                                | – |
| 1972/73                                                                      | Eerste divisie                                                               | 38                                                                           | 12                                                                           | 20                                                                           | 6                                                                            | 44                                                                           | 53                                                                           | 40                                                                           | 7e                                                                           | –                                                                            | 1e ronde                                                                     | – |
| 1973/74                                                                      | Eerste divisie                                                               | 38                                                                           | 13                                                                           | 12                                                                           | 13                                                                           | 38                                                                           | 47                                                                           | 43                                                                           | 11e                                                                          | –                                                                            | 1e ronde                                                                     | – |
| 1974/75                                                                      | Eerste divisie                                                               | 36                                                                           | 10                                                                           | 10                                                                           | 16                                                                           | 30                                                                           | 43                                                                           | 57                                                                           | 13e                                                                          | –                                                                            | 2e ronde                                                                     | – |
| 1975/76                                                                      | Eerste divisie                                                               | 36                                                                           | 12                                                                           | 10                                                                           | 14                                                                           | 34                                                                           | 50                                                                           | 56                                                                           | 11e                                                                          | –                                                                            | 1e ronde                                                                     | – |
| 1976/77                                                                      | Eerste divisie                                                               | 36                                                                           | 13                                                                           | 9                                                                            | 14                                                                           | 35                                                                           | 40                                                                           | 53                                                                           | 10e                                                                          | –                                                                            | 1e ronde                                                                     | – |
| 1977/78                                                                      | Eerste divisie                                                               | 36                                                                           | 13                                                                           | 10                                                                           | 13                                                                           | 36                                                                           | 46                                                                           | 53                                                                           | 12e                                                                          | –                                                                            | 2e ronde                                                                     | – |
| 1978/79                                                                      | Eerste divisie                                                               | 36                                                                           | 9                                                                            | 10                                                                           | 17                                                                           | 28                                                                           | 33                                                                           | 54                                                                           | 15e                                                                          | –                                                                            | 1e ronde                                                                     | – |
| 1979/80                                                                      | Eerste divisie                                                               | 36                                                                           | 19                                                                           | 4                                                                            | 13                                                                           | 42                                                                           | 64                                                                           | 41                                                                           | 5e                                                                           | Nacompetitie                                                                 | 2e ronde                                                                     | Promotiewedstrijden tegen De Graafschap (0–0 & 2–3), FC Volendam (1–1 & 0–0) en FC Wageningen (3–1 & 0–4) |
| 1980/81                                                                      | Eerste divisie                                                               | 36                                                                           | 13                                                                           | 10                                                                           | 13                                                                           | 36                                                                           | 46                                                                           | 38                                                                           | 9e                                                                           | –                                                                            | 1e ronde                                                                     | – |
| 1981/82                                                                      | Eerste divisie                                                               | 34                                                                           | 8                                                                            | 13                                                                           | 13                                                                           | 29                                                                           | 23                                                                           | 38                                                                           | 11e                                                                          | –                                                                            | 2e ronde                                                                     | – |
| 1982/83                                                                      | Eerste divisie                                                               | 30                                                                           | 15                                                                           | 6                                                                            | 9                                                                            | 36                                                                           | 48                                                                           | 35                                                                           | 5e                                                                           | Nacompetitie                                                                 | 2e ronde                                                                     | Promotiewedstrijden tegen FC Den Bosch '67 (1–1 & 0–2), MVV (1–1 & 3–0) en FC VVV (2–1 & 1–0)             |
| 1983/84                                                                      | Eerste divisie                                                               | 32                                                                           | 13                                                                           | 12                                                                           | 7                                                                            | 38                                                                           | 50                                                                           | 37                                                                           | 4e                                                                           | –                                                                            | 1e ronde                                                                     | – |
| 1984/85                                                                      | Eerste divisie                                                               | 34                                                                           | 11                                                                           | 11                                                                           | 12                                                                           | 33                                                                           | 44                                                                           | 40                                                                           | 9e                                                                           | –                                                                            | 2e ronde                                                                     | – |
| 1985/86                                                                      | Eerste divisie                                                               | 36                                                                           | 3                                                                            | 13                                                                           | 20                                                                           | 19                                                                           | 32                                                                           | 68                                                                           | 19e                                                                          | –                                                                            | 1e ronde                                                                     | – |
| 1986/87                                                                      | Eerste divisie                                                               | 36                                                                           | 19                                                                           | 9                                                                            | 8                                                                            | 47                                                                           | 80                                                                           | 59                                                                           | 3e                                                                           | Nacompetitie                                                                 | 1e ronde                                                                     | Promotiewedstrijden tegen DS '79 (0–2 & 0–1), N.E.C. (7–0 & 4–6) en RKC (2–1 & 2–1)                       |
| 1987/88                                                                      | Eerste divisie                                                               | 36                                                                           | 11                                                                           | 12                                                                           | 13                                                                           | 34                                                                           | 55                                                                           | 57                                                                           | 12e                                                                          | –                                                                            | 2e ronde                                                                     | – |
| 1988/89                                                                      | Eerste divisie                                                               | 36                                                                           | 13                                                                           | 8                                                                            | 15                                                                           | 34                                                                           | 47                                                                           | 57                                                                           | 11e                                                                          | –                                                                            | 1e ronde                                                                     | – |
| 1989/90                                                                      | Eerste divisie                                                               | 36                                                                           | 11                                                                           | 12                                                                           | 13                                                                           | 34                                                                           | 44                                                                           | 49                                                                           | 11e                                                                          | –                                                                            | 1e ronde                                                                     | Naamsverandering naar Cambuur Leeuwarden                                                                  |
| 1990/91                                                                      | Eerste divisie                                                               | 38                                                                           | 12                                                                           | 13                                                                           | 13                                                                           | 37                                                                           | 41                                                                           | 47                                                                           | 11e                                                                          | –                                                                            | Tussenronde (Tussen ronde 1 en ronde 2)                                      | – |
| 1991/92                                                                      | Eerste divisie                                                               | 38                                                                           | 22                                                                           | 9                                                                            | 7                                                                            | 53                                                                           | 67                                                                           | 40                                                                           | 1e                                                                           | Rechtstreekse promotie                                                       | 3e ronde                                                                     | – |
| 1992/93                                                                      | Eredivisie                                                                   | 34                                                                           | 6                                                                            | 13                                                                           | 15                                                                           | 25                                                                           | 39                                                                           | 58                                                                           | 14e                                                                          | –                                                                            | 3e ronde                                                                     | – |
| 1993/94                                                                      | Eredivisie                                                                   | 34                                                                           | 6                                                                            | 7                                                                            | 21                                                                           | 19                                                                           | 28                                                                           | 64                                                                           | 18e                                                                          | Rechtstreekse degradatie                                                     | 2e ronde                                                                     | – |
| 1994/95                                                                      | Eerste divisie                                                               | 34                                                                           | 14                                                                           | 11                                                                           | 9                                                                            | 39                                                                           | 50                                                                           | 43                                                                           | 7e                                                                           | –                                                                            | 2e ronde                                                                     | – |
| 1995/96                                                                      | Eerste divisie                                                               | 34                                                                           | 15                                                                           | 12                                                                           | 7                                                                            | 57                                                                           | 49                                                                           | 32                                                                           | 6e                                                                           | Nacompetitie                                                                 | Kwartfinale                                                                  | Promotiewedstrijden tegen FC Emmen (0–1 & 0–4), N.E.C. (0–1 & 0–2) en BV Veendam (2–2 & 0–3)              |
| 1996/97                                                                      | Eerste divisie                                                               | 34                                                                           | 20                                                                           | 7                                                                            | 7                                                                            | 67                                                                           | 65                                                                           | 33                                                                           | 2e                                                                           | Nacompetitie                                                                 | 2e ronde                                                                     | Promotiewedstrijden tegen Go Ahead Eagles (0–4 & 2–3), N.E.C. (0–4 & 1–2) en VVV (3–2 & 2–0)              |
| 1997/98                                                                      | Eerste divisie                                                               | 34                                                                           | 20                                                                           | 5                                                                            | 9                                                                            | 65                                                                           | 66                                                                           | 43                                                                           | 2e                                                                           | Nacompetitie                                                                 | 2e ronde                                                                     | Promotiewedstrijden tegen FC Den Bosch (2–2 & 2–1), FC Groningen (3–1 & 1–1) en FC Zwolle (5–2 & 2–1)     |
| 1998/99                                                                      | Eredivisie                                                                   | 34                                                                           | 7                                                                            | 11                                                                           | 16                                                                           | 32                                                                           | 37                                                                           | 64                                                                           | 15e                                                                          | –                                                                            | Achtste finale                                                               | – |
| 1999/00                                                                      | Eredivisie                                                                   | 34                                                                           | 6                                                                            | 7                                                                            | 21                                                                           | 25                                                                           | 37                                                                           | 74                                                                           | 17e                                                                          | Nacompetitie                                                                 | 2e ronde                                                                     | Degradatiewedstrijden tegen Excelsior (2–3 & 2–1), RBC (1–1 & 0–2) en FC Zwolle (1–1 & 0–5)               |
| 2000/01                                                                      | Eerste divisie                                                               | 34                                                                           | 15                                                                           | 9                                                                            | 10                                                                           | 54                                                                           | 55                                                                           | 52                                                                           | 4e                                                                           | Nacompetitie                                                                 | 3e ronde                                                                     | Promotiewedstrijden tegen Excelsior (1–4 & 2–3), Go Ahead Eagles (4–2 & 2–1) en Sparta (2–1 & 0–2)        |
| 2001/02                                                                      | Eerste divisie                                                               | 34                                                                           | 15                                                                           | 6                                                                            | 13                                                                           | 51                                                                           | 50                                                                           | 42                                                                           | 7e                                                                           | Nacompetitie                                                                 | 3e ronde                                                                     | Promotiewedstrijden tegen FC Den Bosch (0–3 & 2–5), FC Emmen (4–2 & 1–5) en RBC Roosendaal (0–3 & 1–2)    |
| 2002/03                                                                      | Eerste divisie                                                               | 34                                                                           | 12                                                                           | 4                                                                            | 18                                                                           | 40                                                                           | 54                                                                           | 77                                                                           | 11e                                                                          | –                                                                            | 2e ronde                                                                     | – |
| 2003/04                                                                      | Eerste divisie                                                               | 36                                                                           | 6                                                                            | 10                                                                           | 20                                                                           | 28                                                                           | 35                                                                           | 65                                                                           | 17e                                                                          | –                                                                            | 3e ronde                                                                     | – |
| 2004/05                                                                      | Eerste divisie                                                               | 36                                                                           | 13                                                                           | 8                                                                            | 15                                                                           | 47                                                                           | 44                                                                           | 54                                                                           | 9e                                                                           | –                                                                            | 2e ronde                                                                     | – |
| 2005/06                                                                      | Eerste divisie                                                               | 38                                                                           | 12                                                                           | 14                                                                           | 12                                                                           | 50                                                                           | 48                                                                           | 50                                                                           | 15e                                                                          | –                                                                            | 2e ronde                                                                     | – |
| 2006/07                                                                      | Eerste divisie                                                               | 38                                                                           | 13                                                                           | 8                                                                            | 17                                                                           | 47                                                                           | 44                                                                           | 57                                                                           | 12e                                                                          | –                                                                            | 2e ronde                                                                     | – |
| 2007/08                                                                      | Eerste divisie                                                               | 38                                                                           | 10                                                                           | 9                                                                            | 19                                                                           | 39                                                                           | 50                                                                           | 67                                                                           | 18e                                                                          | –                                                                            | 3e ronde                                                                     | Naamsverandering naar SC Cambuur Leeuwarden                                                               |
| 2008/09                                                                      | Eerste divisie                                                               | 38                                                                           | 20                                                                           | 9                                                                            | 9                                                                            | 69                                                                           | 68                                                                           | 48                                                                           | 3e                                                                           | Play-offs om promotie                                                        | 3e ronde                                                                     | Promotiewedstrijden tegen FC Zwolle (1–2 & 3–1 & 2–0) en Roda JC (0–0 & 1–1 & 2–2 3-5 n.s.)               |
| 2009/10                                                                      | Eerste divisie                                                               | 36                                                                           | 21                                                                           | 8                                                                            | 7                                                                            | 71                                                                           | 78                                                                           | 48                                                                           | 2e                                                                           | Play-offs om promotie                                                        | 2e ronde                                                                     | Naamsverandering naar SC Cambuur Promotiewedstrijden tegen Go Ahead Eagles (0–2 & 1–0)                    |
| 2010/11                                                                      | Eerste divisie                                                               | 34                                                                           | 15                                                                           | 9                                                                            | 10                                                                           | 51*                                                                          | 64                                                                           | 52                                                                           | 5e                                                                           | Play-offs om promotie                                                        | 4e ronde                                                                     | *SC Cambuur heeft drie punten aftrek gekregen Promotiewedstrijden tegen FC Zwolle (2–1 & 1–2, 6–7 n.s.)   |
| 2011/12                                                                      | Eerste divisie                                                               | 34                                                                           | 16                                                                           | 8                                                                            | 10                                                                           | 56                                                                           | 68                                                                           | 44                                                                           | 7e                                                                           | Play-offs om promotie                                                        | 2e ronde                                                                     | Promotiewedstrijden tegen MVV Maastricht (2–0 & 0–1) en VVV-Venlo (0–0 & 3–4)                             |
| 2012/13                                                                      | Eerste divisie                                                               | 30                                                                           | 19                                                                           | 4                                                                            | 7                                                                            | 61                                                                           | 59                                                                           | 33                                                                           | 1e                                                                           | Rechtstreekse promotie                                                       | Achtste finale                                                               | – |
| 2013/14                                                                      | Eredivisie                                                                   | 34                                                                           | 10                                                                           | 9                                                                            | 15                                                                           | 39                                                                           | 40                                                                           | 50                                                                           | 12e                                                                          | –                                                                            | Achtste finale                                                               | – |
| 2014/15                                                                      | Eredivisie                                                                   | 34                                                                           | 11                                                                           | 8                                                                            | 15                                                                           | 41                                                                           | 46                                                                           | 56                                                                           | 12e                                                                          | –                                                                            | Kwartfinale                                                                  | – |
| 2015/16                                                                      | Eredivisie                                                                   | 34                                                                           | 3                                                                            | 9                                                                            | 22                                                                           | 18                                                                           | 33                                                                           | 79                                                                           | 18e                                                                          | Rechtstreekse degradatie                                                     | 2e ronde                                                                     | – |
| 2016/17                                                                      | Eerste divisie                                                               | 38                                                                           | 22                                                                           | 5                                                                            | 11                                                                           | 71                                                                           | 78                                                                           | 42                                                                           | 3e                                                                           | Play-offs om promotie                                                        | Halve finale                                                                 | Promotiewedstrijden tegen MVV Maastricht (1–1 & 1–2)                                                      |
| 2017/18                                                                      | Eerste divisie                                                               | 38                                                                           | 16                                                                           | 10                                                                           | 12                                                                           | 58                                                                           | 58                                                                           | 53                                                                           | 8e                                                                           | Play-offs om promotie                                                        | Kwartfinale                                                                  | Promotiewedstrijden tegen FC Dordrecht (1–4 & 4–1, 3–5 n.s.)                                              |
| 2018/19                                                                      | Eerste divisie                                                               | 38                                                                           | 16                                                                           | 10                                                                           | 12                                                                           | 58                                                                           | 61                                                                           | 48                                                                           | 10e                                                                          | –                                                                            | Achtste finale                                                               | – |
| 2019/20                                                                      | Eerste divisie                                                               | 29                                                                           | 21                                                                           | 3                                                                            | 5                                                                            | 66                                                                           | 68                                                                           | 25                                                                           | 1e                                                                           | –                                                                            | 2e ronde                                                                     | Door de coronacrisis is competitie niet afgemaakt. De tussenstand na 29 speelrondes werd de eindstand     |
| 2020/21                                                                      | Eerste divisie                                                               | 38                                                                           | 29                                                                           | 5                                                                            | 4                                                                            | 92                                                                           | 109                                                                          | 36                                                                           | 1e                                                                           | Rechtstreekse promotie                                                       | 2e ronde                                                                     | – |
| 2021/22                                                                      | Eredivisie                                                                   | 34                                                                           | 11                                                                           | 6                                                                            | 17                                                                           | 39                                                                           | 53                                                                           | 70                                                                           | 9e                                                                           | –                                                                            | 2e ronde                                                                     | – |
| 2022/23                                                                      | Eredivisie                                                                   | 34                                                                           | 5                                                                            | 4                                                                            | 25                                                                           | 19                                                                           | 26                                                                           | 69                                                                           | 17e                                                                          | Rechtstreekse degradatie                                                     | 2e ronde                                                                     | – |
| 2023/24                                                                      | Eerste divisie                                                               | 38                                                                           | 13                                                                           | 8                                                                            | 17                                                                           | 47                                                                           | 71                                                                           | 74                                                                           | 13e                                                                          | –                                                                            | Halve finale                                                                 | – |
| 2024/25                                                                      | Eerste divisie                                                               | 38                                                                           | 22                                                                           | 5                                                                            | 11                                                                           | 71                                                                           | 63                                                                           | 42                                                                           | 3e                                                                           | Play-offs om promotie                                                        | 2e ronde                                                                     | Promotiewedstrijden tegen FC Den Bosch ( 0–1 & 1–1 n.v. )                                                 |

## Records en statistieken

### Top 15 topscorers aller tijden voor SC Cambuur
| Positie | Naam                 | Doelpunten |
| ------- | -------------------- | ---------- |
| 1       | Jan Bruin            | 73         |
| 2       | Sandor van der Heide | 66         |
| 3       | Robert Mühren        | 64         |
| 4       | Dirk Roelfsema       | 63         |
| 5       | Jos Peltzer          | 61         |
|         | Koko Hoekstra        | 61         |
| 7       | Martijn Barto        | 55         |
| 8       | Willem van der Ark   | 53         |
| 9       | Gerrie de Jonge      | 52         |
| 10      | Mark de Vries        | 47         |
| 11      | Johan Zuidema        | 44         |
| 12      | Henk de Groot        | 40         |
| 13      | Jaap de Blaauw       | 39         |
| 14      | Erik Bakker          | 39         |
| 15      | Harry van der Laan   | 36         |

## Bekende (oud-)Camburen

### Spelers
- Martijn Barto
- Gregg Berhalter
- Marco Bizot
- Foeke Booy
- Johan Derksen
- Mark Diemers
- Marinus Dijkhuizen
- Sander Fischer
- Jack de Gier
- Fred Grim
- Sandor van der Heide
- Nico Jan Hoogma
- Marcel Keizer
- Bert Konterman
- Harry van der Laan
- Evgeniy Levchenko
- Frans de Munck
- Daniël de Ridder
- Ruben Schaken
- Jaap Stam
- John Stegeman

### Topscorers
- 1964/65:  Dirk Roelfsema (17)
000000 :  Johan Wieringa (17)
- 1965/66:  Dirk Roelfsema (14)
- 1966/67:  Dirk Roelfsema (22)
- 1967/68:  Dirk Roelfsema (10)
- 1968/69:  Koko Hoekstra (15)
- 1969/70:  Boudy van der Heide (9)
- 1970/71:  Gerrie de Jonge (14)
- 1971/72:  Koko Hoekstra (13)
- 1972/73:  Johan Zuidema (25)
- 1973/74:  Jaap de Blaauw (10)
- 1974/75:  Thomas Haan (11)
- 1975/76:  Jaap de Blaauw (14)
- 1976/77:  Gojko Kuzmanovic (9)
- 1977/78:  Harry van den Ham (10)
- 1978/79:  Eltje Hazelof (6)
000000 :  Gerrie de Jonge (6)
- 1979/80:  Jos Peltzer (15)
- 1980/81:  Jos Peltzer (14)
- 1981/82:  Jos Peltzer (6)
- 1982/83:  Gerrie Schouwenaar (11)
- 1983/84:  Ype Anema (12)
- 1984/85:  Remco Boere (17)
- 1985/86:  John van der Linden (7)
- 1986/87:  Willem van der Ark (26)
- 1987/88:  Willem van der Ark (17)
- 1988/89:  Willy Carbo (16)
- 1989/90:  Nico Jan Hoogma (7)
000000 :  Ulrich Cruden (7)
- 1990/91:  Ulrich Cruden (10)
- 1991/92:  Jack de Gier (17)
- 1992/93:  Jack de Gier (9)
- 1993/94:  Henny Meijer (8)
- 1994/95:  Arno Arts (6)
000000 :  Bert Konterman (6)
- 1995/96:  Bert Konterman (9)
- 1996/97:  Arno Arts (13)
- 1997/98:  Harry van der Laan (29)
- 1998/99:  Marinus Dijkhuizen (7)
000000 :  René van Rijswijk (7)
- 1999/00:  Robin Nelisse (12)
- 2000/01:  Fabian de Freitas (14)
- 2001/02:  Jan Bruin (16)
- 2002/03:  Jan Bruin (19)
- 2003/04:  Jan Bruin (10)
- 2004/05:  Jan Bruin (8)
- 2005/06:  Koen Brack (9)
- 2006/07:  Jeroen Ketting (13)
- 2007/08:  Marc Mboua (10)
- 2008/09:  Ruud ter Heide (13)
- 2009/10:  Mark de Vries (21)
- 2010/11:  Mark de Vries (13)
- 2011/12:  Erik Bakker (11)
- 2012/13:  Michiel Hemmen (17)
- 2013/14:  Martijn Barto (8)
- 2014/15:  Bartholomew Ogbeche (13)
- 2015/16:  Jack Byrne (4)
000000 :  Sander van de Streek (4)
000000 :  Martijn Barto (4)
- 2016/17:  Sander van de Streek (22)
- 2017/18:  Martijn Barto (12)
- 2018/19:  Kevin van Kippersluis (10)
- 2019/20:  Robert Mühren (26)
- 2020/21:  Robert Mühren (38)
- 2021/22:  Roberts Uldriķis (7)
- 2022/23:  Bjørn Johnsen (4)
- 2023/24:  Milan Smit (19)
- 2024/25:  Remco Balk (17)

### Trainers
- Alfons Arts
- Leo Beenhakker
- Han Berger
- Henk de Jong
- Simon Kistemaker
- Fritz Korbach
- Gert Kruys
- Stanley Menzo
- Nol de Ruiter